# Yedikule
Yedikule è una mahalle del distretto di Fatih, nella provincia di Istanbul. Yedikule è stata fondata nel 1944.

## Ubicazione
Yedikule si trova sulla riva del Mar di Marmara, tra il quartiere di Kocamustafapaşa di Fatih e il quartiere di Kazlıçeşme di Zeytinburnu.

## Origine del nome
Esso prende il nome dal Castello di Yedikule, incastonato nelle mura di Costantinopoli che circondano la penisola storica.

## Storia
Si dice che nel quartiere durante il periodo bizantino ci fossero cinque torri, e che il quartiere fosse chiamato Beşkule (in greco Γεντί Κουλέ?). Dopo la conquista di Costantinopoli da parte dei turchi, due nuove torri furono aggiunte alle torri del quartiere e il quartiere, che aveva un totale di 7 torri, fu chiamato Yedikule. Durante la dominazione ottomana, le torri del castello furono utilizzate per molti anni come prigione, dove venivano rinchiusi soprattutto funzionari statali e membri della dinastia caduti in disgrazia.

## Monumenti e luoghi di interesse
Il quartiere di Yedikule ospita mura, torri e molte case storiche ottomane, oltre a decine di moschee e fontane storiche. Resti del periodo bizantino sono visibili anche nell'architettura del quartiere.
Il rifugio per animali di Yedikule, l'ospedale per le malattie del torace di Yedikule e il cimitero di Yedikule si trovano nel quartiere.

## Etnie e minoranze etniche
Nel quartiere, che fino a poco tempo fa aveva una significativa popolazione non musulmana soprattutto greca, si trovano anche chiese greche e armene e scuole di minoranze. Il quartiere ha accolto un gran numero di migranti irregolari provenienti dal Medio Oriente e dall'Africa, soprattutto dopo la guerra civile siriana.

## Trasporti
La linea T6 Sirkeci-Kazlıçeşme passa attraverso il quartiere e vi si trova l'omonima stazione.